# Backnang (stacja kolejowa)
Backnang – stacja kolejowa w Backnang, w kraju związkowym Badenia-Wirtembergia, w Niemczech. Znajdują się tu 3 perony.